# Nelson (Minnesota)
Nelson – miasto w Stanach Zjednoczonych, w stanie Minnesota, w hrabstwie Douglas.